# Xá

O estandarte imperial

Xá (em persa: شاه; romaniz.: Šāh ou Shah, "rei ou imperador") era o título dos monarcas da Pérsia e do Afeganistão e, muitas vezes, fazia parte dos nomes por que eram conhecidos.
Era na sua origem um título de nobreza dos monarcas da Pérsia e também o termo pelo qual esses monarcas acabaram por ficar conhecidos na maioria dos países ocidentais no período tardio da monarquia iraniana.
Algumas variações do título incluem Padixá (em persa: پدیده; romaniz.: Pādšāh ou Padishah, "Mestre-Rei"), usado principalmente pelos Sultões do Império Otomano, e Xainxá (em persa: شاهنشاه, Šâhanšâh ou Shahanshah, "Xá dos xás" ou "Rei dos Reis"). A forma feminina para rainhas-consorte é Xabanu (em persa: شهبانو; romaniz.: Šahbānū ou Shahbanu, "esposa do xá").

## Xás da Pérsia[2][3]

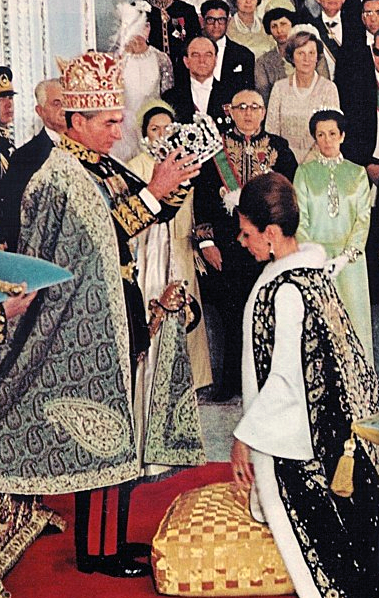
Mohammad Reza Pahlavi coroando a Imperatriz Farah, em 1967

- Abas I, O Grande, da dinastia dos safávidas, foi um conquistador e administrador eminente. Reinou de 1588 a 1628.
- Abas II reinou de 1641 a 1666.
- Abas III reinou de 1732 a 1736.
- Nader Xá reinou de 1736 a 1747. Fundou o Império Afexárida.
- Adil Xá reinou de 1747 a Julho de 1748.
- Ibraim Xá reinou de Julho a Setembro de 1748. Foi assassinado por suas próprias tropas após tomar o poder de seu irmão Adil Xá dois meses antes.
- Xaruque Xá reinou de 1748 a 1796. Em 1760 Carim Cã estabeleceu a dinastia Zande na Pérsia, quando Xaruque Xá teve seu reino reduzido à província de Coração, o qual foi conquistado em 1796 por Maomé Cã Cajar, o fundador da dinastia Cajar.
- Carim Cã foi o fundador do Império Zande. Reinou de 1750/60 a 1779.
- Maomé Ali Cã reinou de Março a Junho de 1779. Morreu de um ataque cardíaco.
- Abulfate Cã reinou de Junho a Agosto de 1779, substituindo seu irmão Maomé Ali que havia falecido.
- Sadique Cã reinou de 1779 a 1781.
- Ali Murade Cã reinou de 1781 a 1785.
- Jafar Cã reinou de 1785 a Janeiro de 1789.
- Saíde Murade Cã reinou de Janeiro a Maio de 1789.
- Lotefe Ali Cã foi o último xá da dinastia Zande. Reinou de 1789 a 1794.
- Maomé Cã Cajar estabeleceu a dinastia Cajar na Pérsia. Reinou de 1794 a 1797.
- Fate Ali Xá Cajar reinou de 1797 a 1834.
- Maomé Xá Cajar reinou de 1834 a 1848.
- Naceradim Xá Cajar reinou de 1848 a 1896.
- Mozafaradim Xá Cajar reinou de 1896 a 1907.
- Maomé Ali Xá Cajar reinou de 1907 a 1909.
- Amade Cajar, o último xá da dinastia Cajar. Reinou de 1909 a 1925.
- Reza Pálavi reinou de 1925 a 1941.
- Maomé Reza Pálavi foi o último xá da Pérsia, que tomou o poder em 1941. Foi deposto na Revolução Iraniana em 1979.

## Xás do Afeganistão
- Mohammed Zahir Xá (m. 2007) foi o último monarca do Afeganistão.
- Maomé Nadir Xá, reinou o Afeganistão de 1929 até 1933.